# Поселковая улица (Казань)
Поселковая улица (тат. Бистә урамы) — улица в историческом районе Адмиралтейская слобода Кировского района Казани.

## География
Пересекается со следующими улицами:
- Кожевенная улица
- Кызыл Армейская улица
- Урицкого улица[вд]

## История
Возникла не позднее 2-й половины XIX века. До революции 1917 года носила название 2-я Поперечно-Зилантовская улица и относилась к 6-й полицейской части. В 1914 году постановлением Казанской городской думы была переименована в Шереметевскую улицу, но фактически это название не использовалось.
Решением Казгорсовета от 2 ноября 1927 года улице было присвоено современное название.
На 1939 год на улице имелось около 30 домовладений: № 1/19-37б по нечётной стороне и № 6-20/13, 44-46 по чётной.
В первые годы советской власти административно относилась к 6-й части города; после введения в городе административных районов относилась к Заречному (с 1931 года Пролетарскому, с 1935 года Кировскому) району.

## Примечательные объекты
- № 13 (снесён) — жилой дом Казанского отделения ГЖД.[20]